# Актоган (Меркенський район)
Актога́н (каз. Ақтоған) — село у складі Меркенського району Жамбильської області Казахстану. Адміністративний центр Актоганського сільського округу.
У радянські часи село називалось Більшовик.
Населення — 3183 особи (2021; 2885 у 2009, 2933 у 1999, 2686 у 1989).